# Cropia submarginalis
Cropia submarginalis là một loài bướm đêm trong họ Noctuidae.